# Belarusisk-ortodoxa kyrkan
Belarusisk-ortodoxa kyrkan, (belarusiska: Беларуская праваслаўная царква; translitteration: Belaruskaja pravaslawnaja tsarkva; kyrkslaviska: Белорꙋсскаѧ правосла́внаѧ цр҃ковь) också kallad Belarusiska autokefala ortodoxa kyrkan eller Belarusiska exarkatet, är en autokefal östlig ortodox kristen kyrka i Belarus, som tillhör Moskvapatriarkatet (Rysk-ortodoxa kyrkan) och som är en av de slaviska ortodoxa kyrkorna.
Belarusisk-ortodoxa kyrkan är Belarus största religiösa samfund och har enligt landets religionslag från 2002 en särskild ställning i samhället.

## Historik
Den östliga ortodoxa kristedomen i Belarus kan spåras tillbaka till Kievrikets existens (882–1300) som landet var en del av och när storfurste Vladimir I av Kiev accepterade kristendomen.
Belarusiska exarkatet bildades i oktober 1989 i samband med ett biskopsråd som ägde rum mellan den 9 och 11 oktober samma år.

## Utbredning
I början av 2015 hade Belarusisk-ortodoxa kyrkan 1612 församlingar, 35 kloster, 15 biskopar, 1691 präster, 216 diakoner och 432 munkar och nunnor.
Kyrkan har 15 stift:
- Babrujsk stift
- Barysaŭ stift
- Brest stift
- Hrodna stift
- Homel stift
- Lida stift
- Mahiljoŭ stift
- Maladzetjna stift
- Minsk stift
- Navahrudak stift
- Pinsks stift
- Polotsks stift
- Slutsk stift
- Turaŭ stift
- Vitsebsk stift

## Överhuvud
Belarusisk-ortodoxa kyrkans nuvarande (juni 2024) överhuvud är metropolit Benjamin Tupeko, som bär titeln Metropolit av Minsk och Hrodna, patriarkalisk exark av Vitryssland.

## Kyrkor tillhörande Belarusisk-ortodox kyrkan (urval)

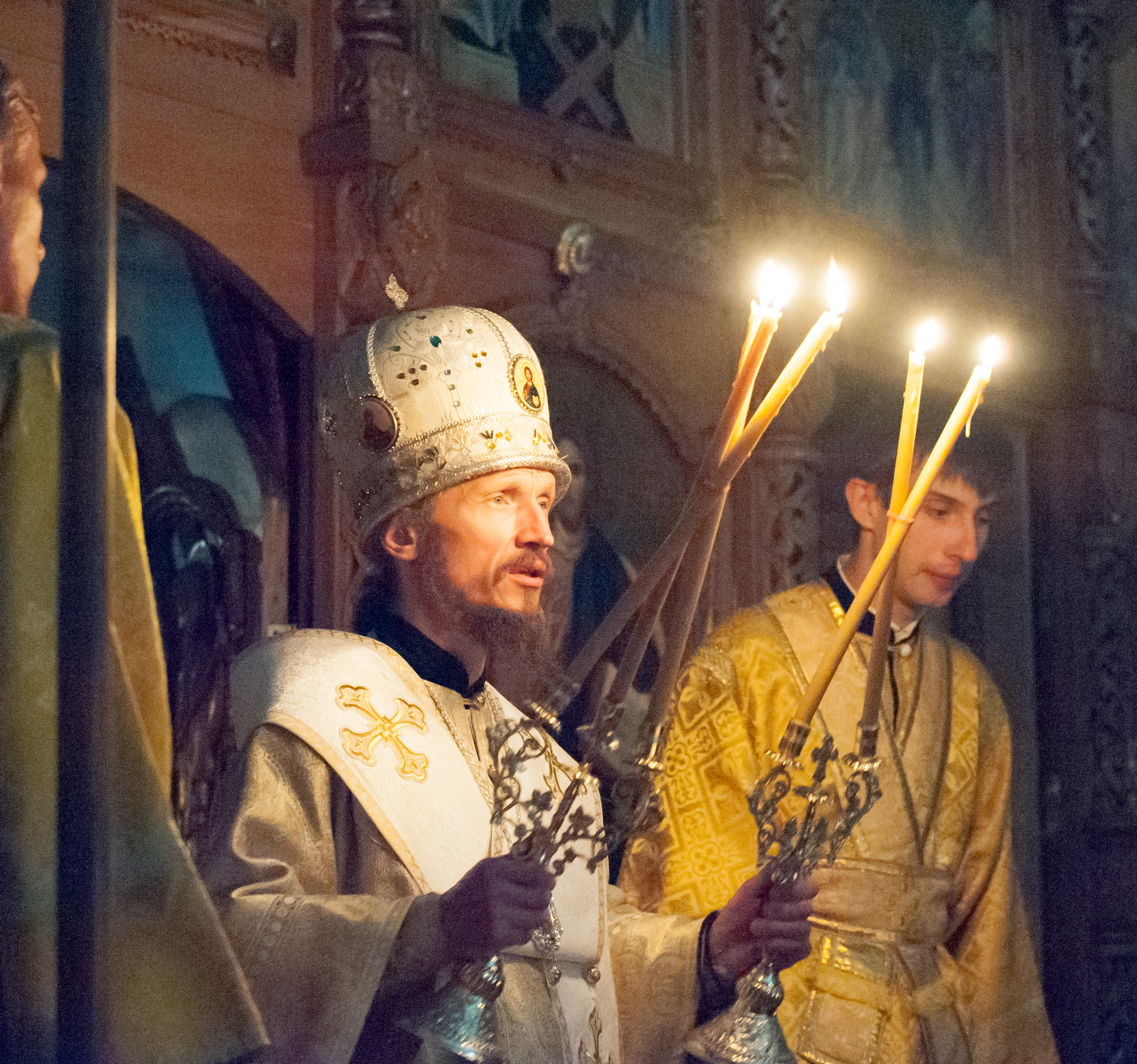
Metropolit Benjamin Tupeko är kyrkans överhuvud.
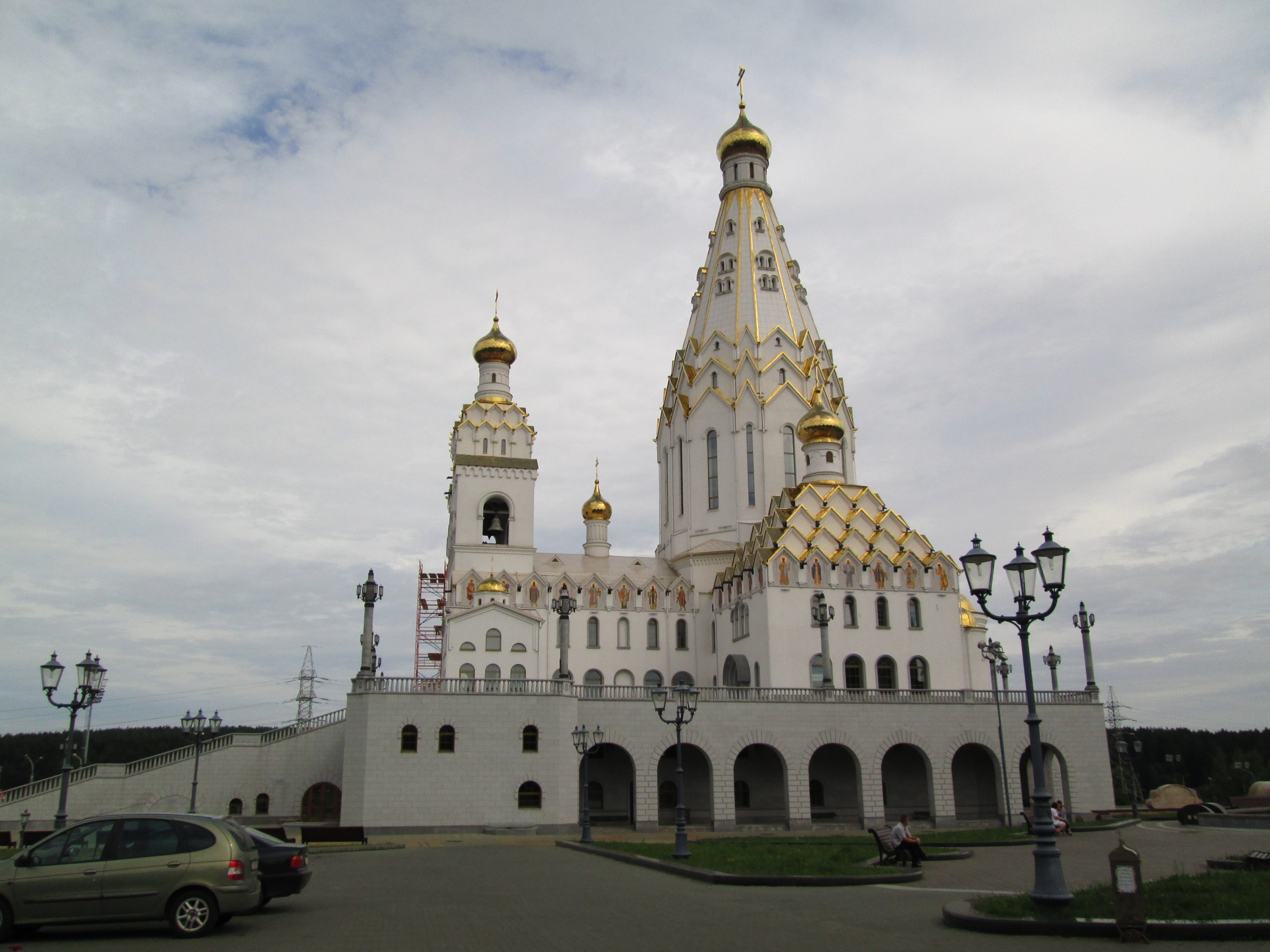
Allhelgonakyrkan i Minsk.
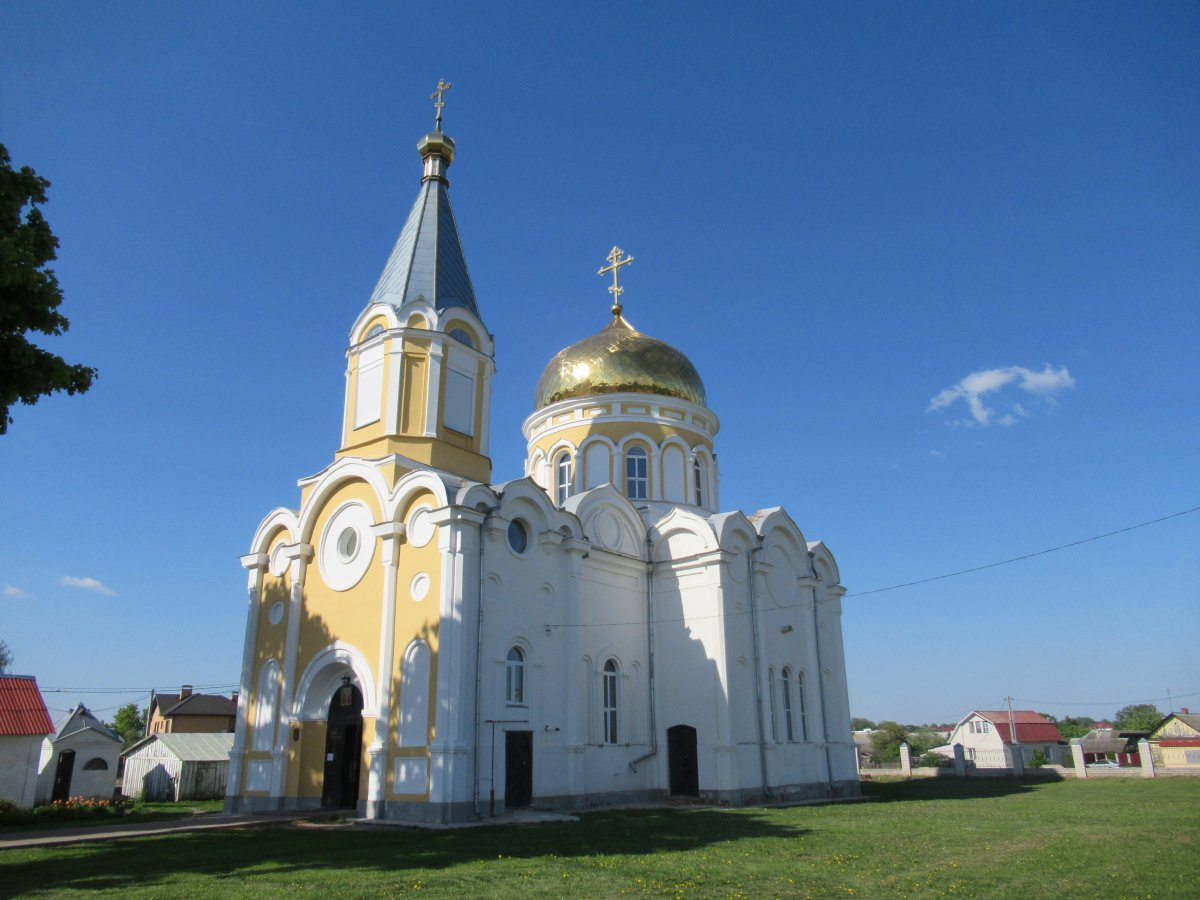
Heliga Himmelsfärdskyrkan i Horki.
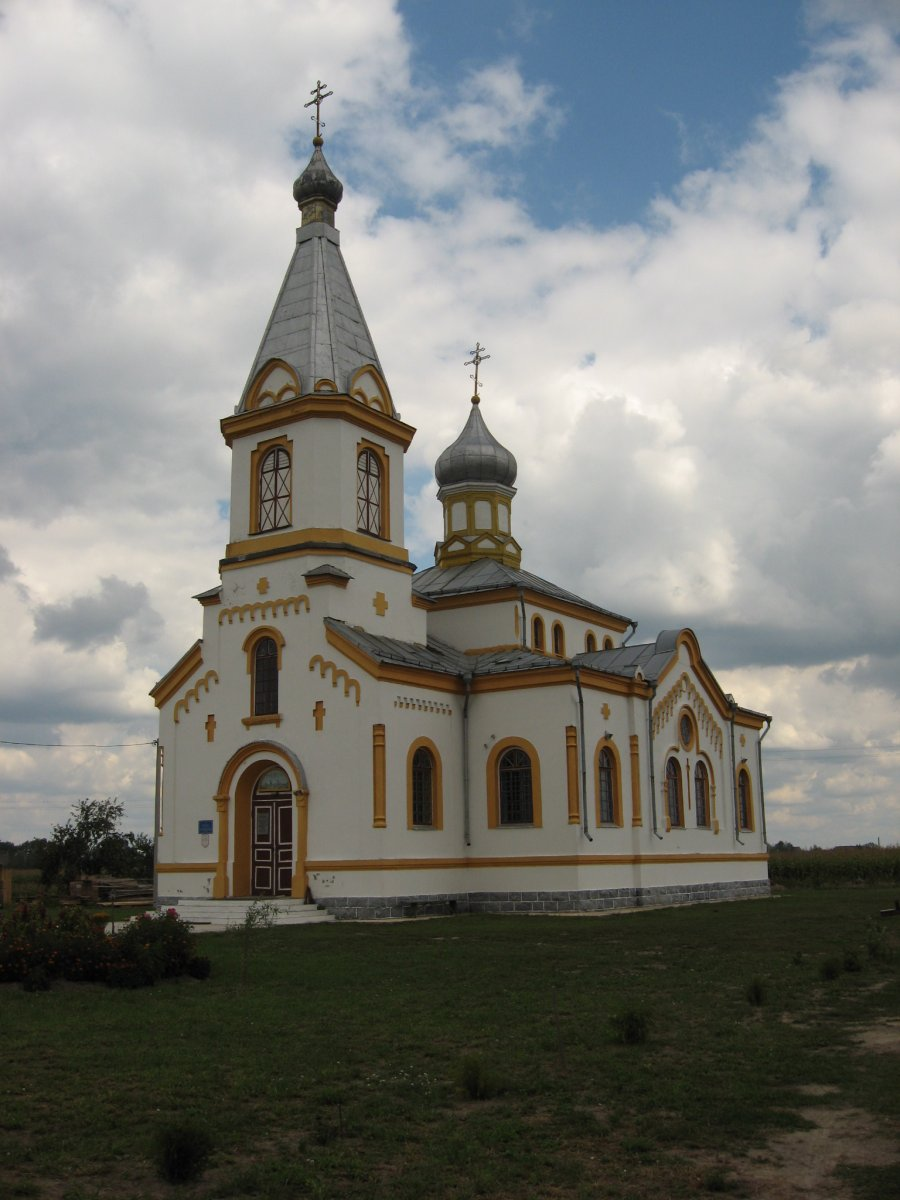
Frälsarens förklarings kyrka i Brashevichij.
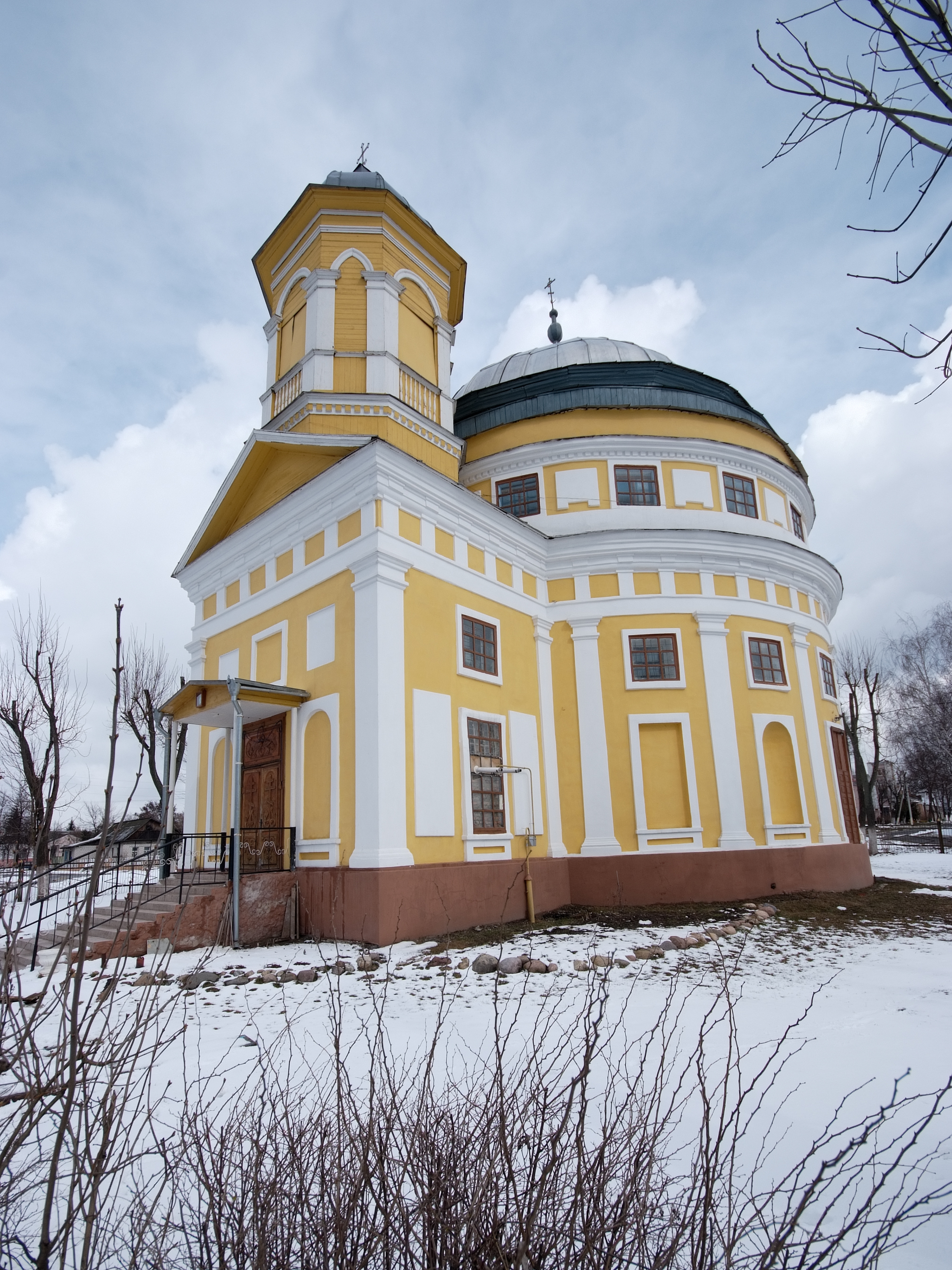
Frälsarens förklarings kyrka i Tjatjersk.
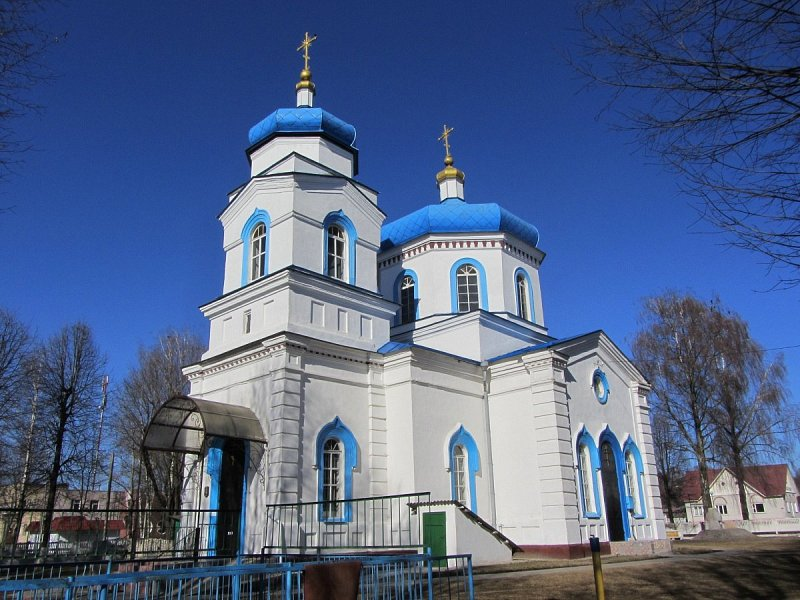
Sankt Mikaels kyrka i Klimavitjy.
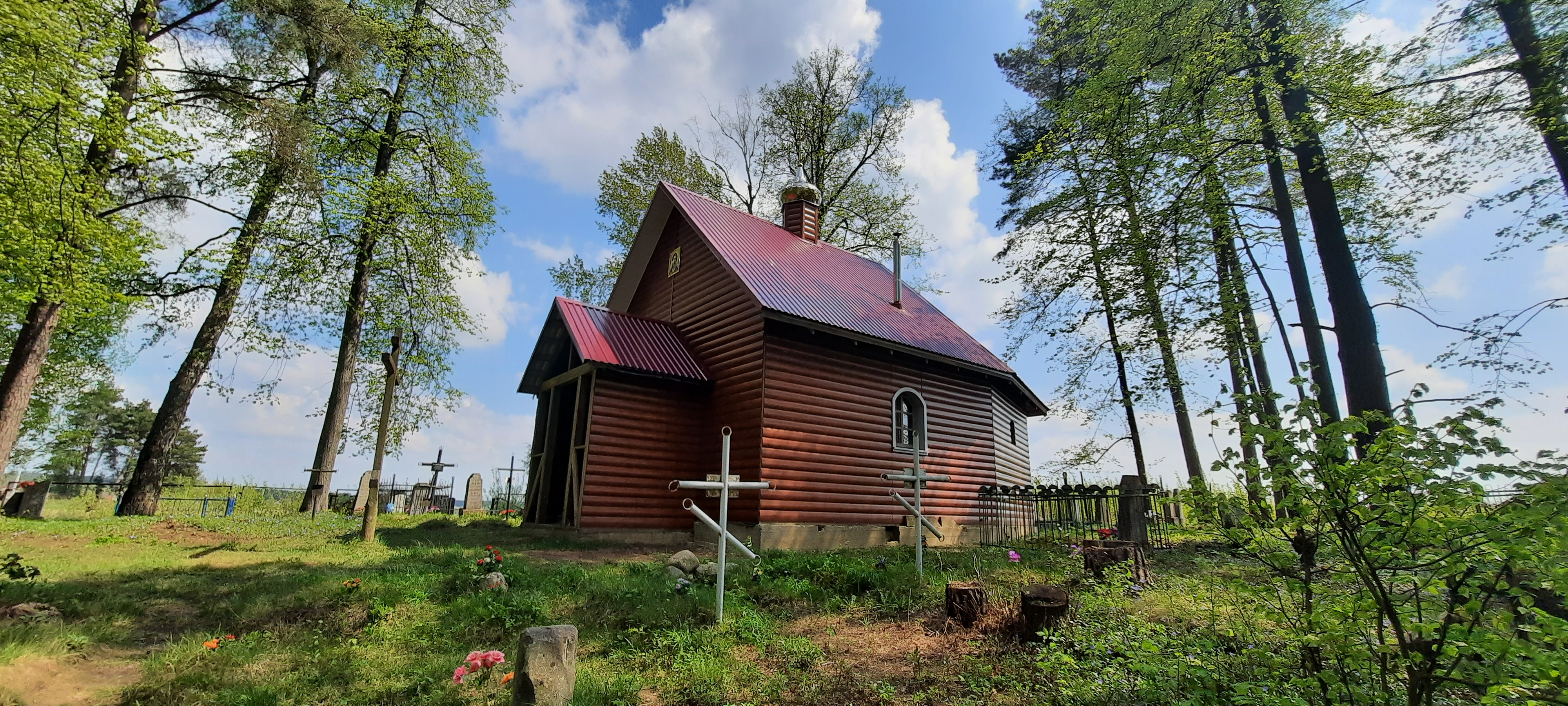
Sankt Alexander Nevskij-kyrkan i Babi Les.
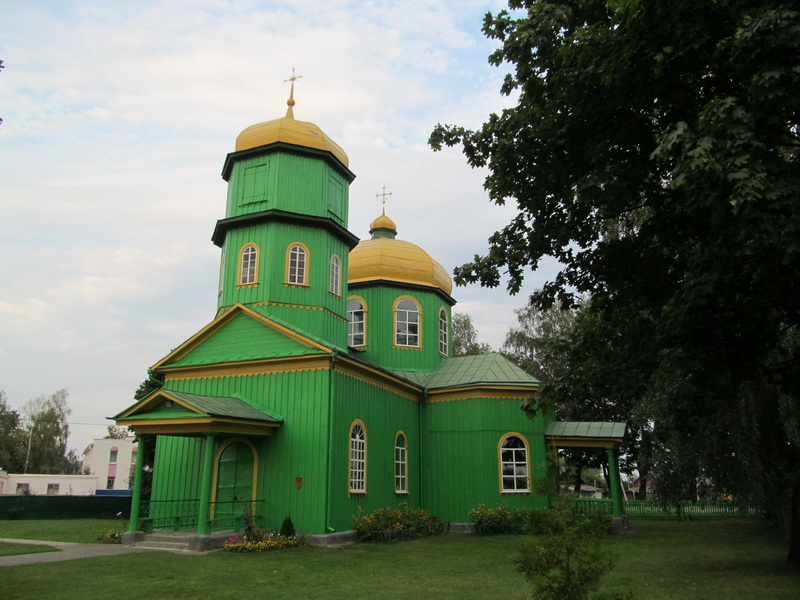
Heliga Treenighetens kyrka i Bychaŭ.
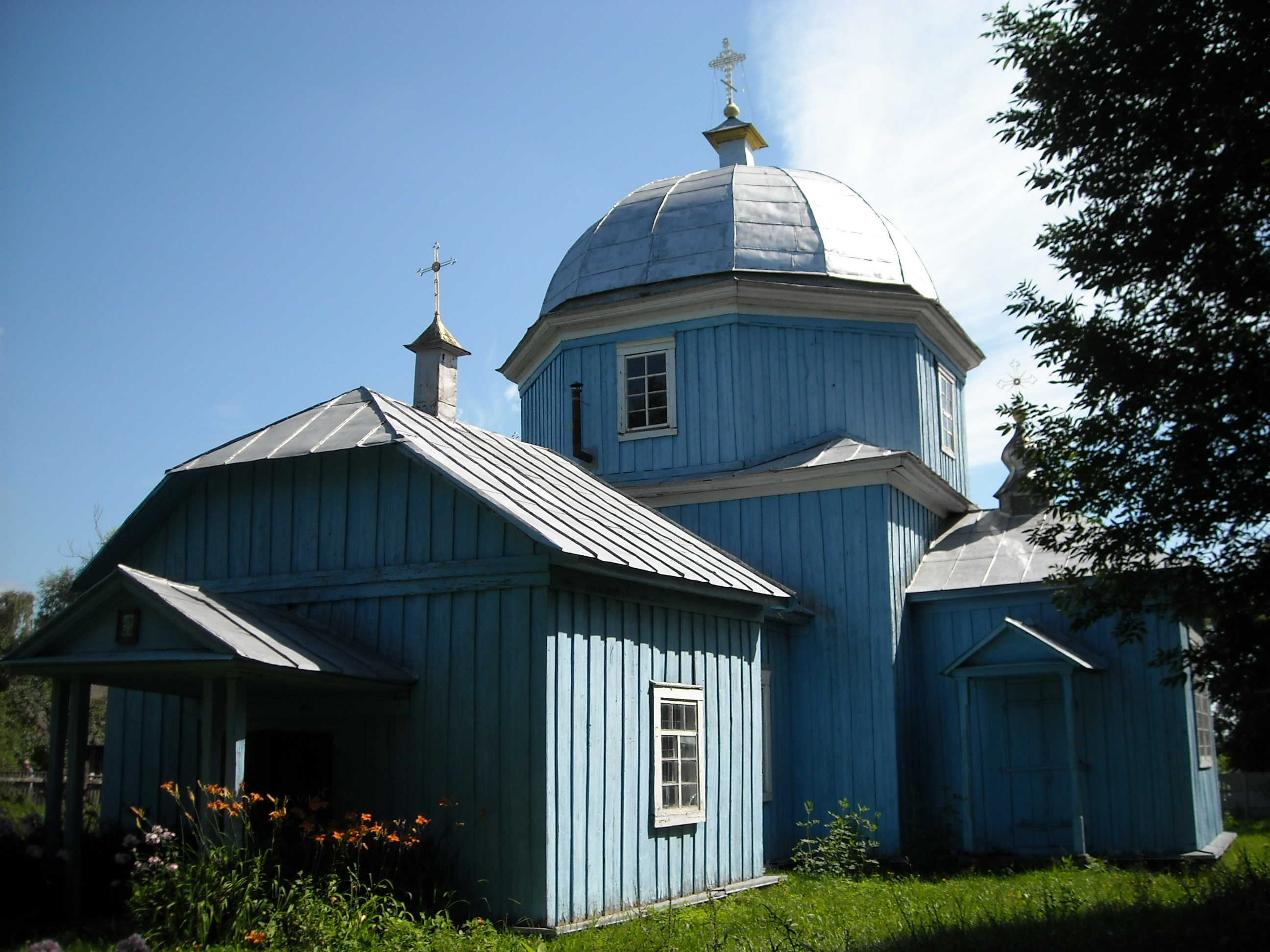
Heliga förbönskyrkan i Bolshiјe Lozytsyj.
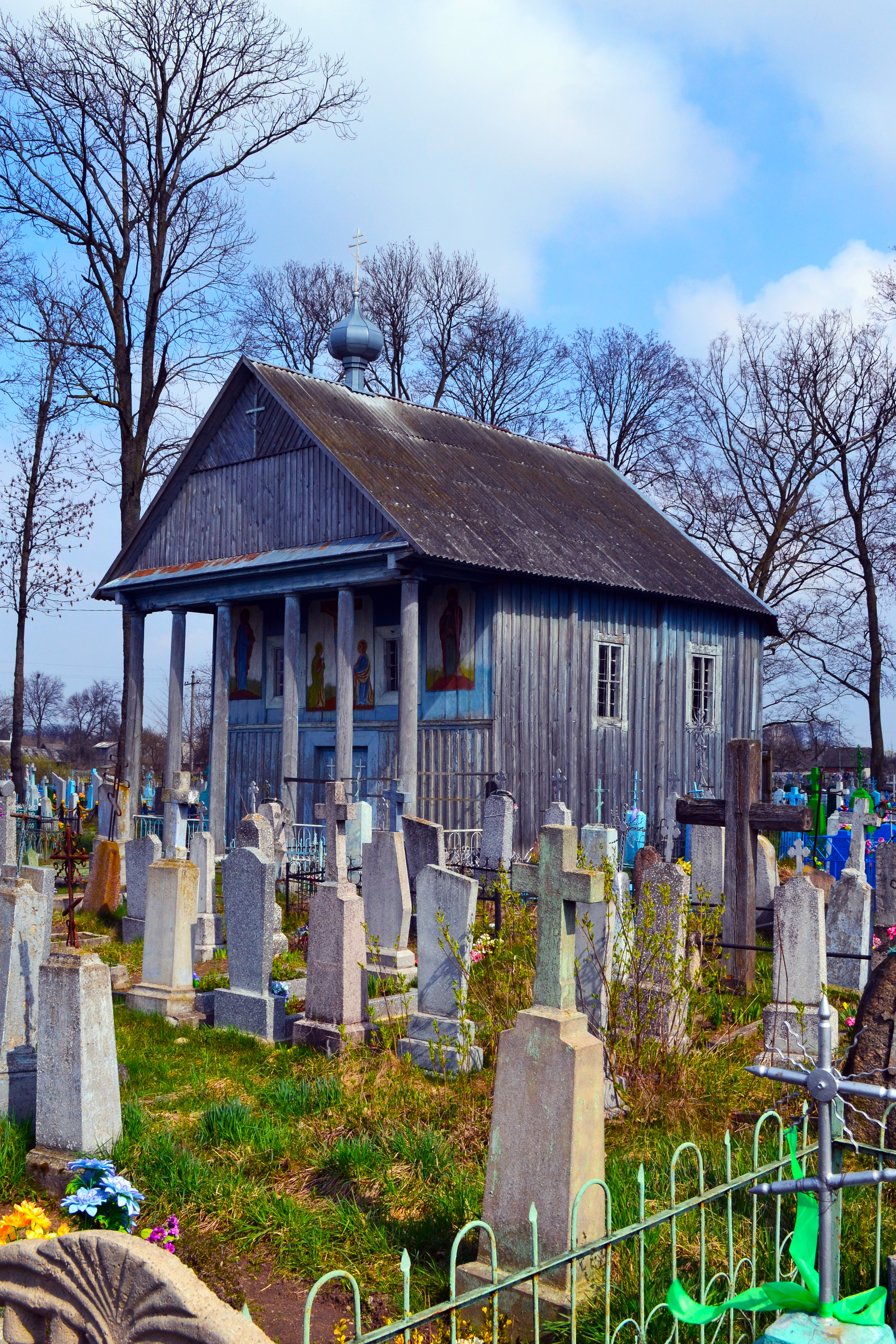
Heliga Petrus och Paulus kapell i Šarašova.